# 오스트마르크 (작센)

983년 슬라브족 대봉기 이후 작센 동방 변경 지도

작센 동방변경(독일어: Sächsische Ostmark)은 서기 10세기부터 12세기까지 존재하던 신성 로마 제국의 변경지대였다. 오스트마르크(동방 변경)라는 말은 작센 공국의 동쪽 변경이던 이 오스트마르크를 가리키기도 하고 바이에른 공국의 동쪽 변경이던 오스트마르크, 이후 오스트리아 변경백국을 가리키기도 한다.

## 역사
작센에서 본래 일컫던 동방변경이란 오토 1세 치세이던 939년경 만들어진 게로 변경(Marca Geronis)으로서, 엘베강과 잘레강 너머의 폴라비아 슬라브족이 살던 광범위한 땅을 지칭했다. 정복된 영토는 오스트팔렌의 특사이자 노르트튀링가우의 백작이던 게로(Gero)가 통치하였고, 그는 카롤링거의 작위인 변경백으로 서임되었다. 그의 임무는 공물을 걷고 변경 지역의 반란이나 폭동을 진압하는 것이었는데, 이는 나중에 오토의 작센 부관인 헤르만 빌룽이 일부 대체하였다. 963년 노년기의 게로는 슬라브 부족인 루시치족(Lusici)에 대한 군사 작전을 벌이며 미에슈코 1세가 통치하던 폴란드와의 접경 지역까지 진출했다.
게로가 965년 후계자 없이 사망한 이후 이곳은 여러 영지로 분할 및 재편되어 브란덴부르크 주변의 북방변경을 비롯하여 라우지츠 변경, 마이센 변경, 메르제부르크 변경, 차이츠 변경이 수립되었다. 983년 슬라브족 반란 이후 북방 변경에 대한 통치력은 다시 상실되었다.

## 같이 보기
- 라우지츠 변경백국